# Total Pole Airship
Total Pôle Airship était un dirigeable de type AU30 affrété par Jean-Louis Etienne afin d'explorer et sonder la banquise. Il a été détruit quelques mois avant la date d'expédition prévue. 

## Le dirigeable AU30
Total Pole Airship est un dirigeable russe de modèle AU30 fourni par la compagnie RosAeroSystems. Ce dirigeable de 54 m de long, 17 m de hauteur, et 14 m de large, possède une enveloppe de 5 500 m3 gonflée à l’hélium. Ce gaz neutre ininflammable est désormais utilisé dans la totalité des dirigeables civils de cette catégorie. La charge utile de l’appareil est d’environ 1 200 kg. 
Le dirigeable Au-30 est le plus grand dirigeable fabriqué en Russie. Équipé d'appareils de radionavigation modernes. Il est l'un des mieux adapté au travail sous des latitudes polaires, y compris dans des conditions de vents violents. 
Pour les vols de longue distance, afin d’avoir le maximum de combustible pour étendre le champ des mesures et de prendre en compte le coût énergétique du remorquage de l'appareillage de mesure, il était prévu que la charge embarquée soit minimale :
- l’équipage (pilote, copilote)
- un scientifique
- une personne supplémentaire (scientifique, cinéma, journaliste…)

## L'expédition
Le Total Polar Airship était le dirigeable de l'expédition de Jean-Louis Etienne, destinée à mesurer l'épaisseur de la banquise de part et d'autre de l'océan Arctique. Le dirigeable, étant considéré comme l'un des aéronef les plus adaptés aux exigences de l'appareil de mesure utilisé pour explorer la banquise.
Ce projet devait conduire à une traversée intégrale du pôle Nord, et une collecte de données présentant l'épaisseur de la banquise au cours de l'Année Polaire Internationale 2007-2008. Ces données auraient permis de suivre l'impact du réchauffement planétaire sur la banquise. À la suite de la destruction du dirigeable, l'expédition fut annulée. 

### L'EM-Bird
Pour l'expédition, le dirigeable devait être équipé d'un instrument de mesure, baptisé « EM-Bird », mis au point par des chercheurs allemands de l’Alfred Wegener Institut (AWI). 
Il permet de réaliser en continu un profil de l’épaisseur de la banquise. L’appareil mesure 3,4 m de long, pèse 120 kg et fonctionne avec une altitude de vol de 15 à 20 m au-dessus de la glace à une vitesse de 30 nœuds. Des conditions parfaitement remplies par le dirigeable. 
Son fonctionnement repose sur un altimètre laser chargé d'enregistrer la distance entre l’appareil et la surface de la banquise. Pour mesurer la couche inférieure et ainsi calculer l'épaisseur, c'est le principe de l'induction électromagnétique basse
fréquence qui est utilisé. C'est de ces méthodes que vient le nom EM-Bird qui signifie L’oiseau Electro-Magnétique.  

## L'accident
Le 22 janvier 2008, le dirigeable a rompu ses amarres avant de s'écraser. 
Le vent soufflait en matinée par rafales à plus de 120 km/h. D'après les enquêteurs de la gendarmerie, le dirigeable attaché à un mât de sept mètres sur l'aérodrome de Fayence (Var), rompait ses amarres.
Il heurtait d'abord un hangar industriel, avant de passer au-dessus d'une route départementale, puis de s'écraser sur une maison située à une distance d'environ 600 mètres de l'aérodrome. L'appareil venait ensuite se plaquer sur la maison. L'enveloppe du dirigeable s'est alors largement déchirée. Le moteur ainsi que la nacelle se sont ensuite écrasés dans le jardin, à l'entrée de la villa.